# Eberhard von Danckelman

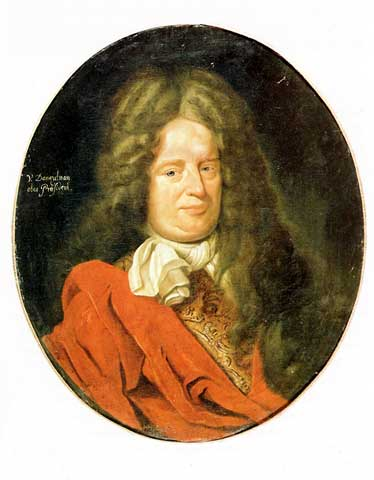
Eberhard von Danckelman, oljemålning av David Richter d.ä. (um 1690)

Eberhard Christoph Balthasar Freiherr von Danckelman, född 23 november 1643 i Lingen (Ems), död 31 mars 1722 i Berlin, var en brandenburgsk statsman. 
Danckelman var den äldste av sju bröder, vilka alla vann framskjutna ställningar inom den preussiska förvaltningen, blev 1663 lärare för prins Fredrik av Brandenburg (sedermera kung Fredrik I av Preussen), 1688 – efter dennes tronbestigning – statsråd, 1692 president för regeringen i Kleve och 1695 förste minister. I sistnämnda egenskap verkade han kraftigt för landets höjande såväl i materiellt hänseende (industrin utvecklades genom inflyttade franska flyktingar, och postväsendet förbättrades) som i andligt (universitetet i Halle an der Saale och Konstakademien i Berlin inrättades). Han fortsatte även kurfurstens politik (samverkan med Vilhelm III mot Ludvig XIV). 
Danckelman blev emellertid som uppkomling och hänsynslöst fordrande chef hatad av den brandenburgska adeln och av ämbetsmännen. År 1697 fick han avsked med pension, och kort därefter anklagades han för försnillning av statspapper samt för hemliga underhandlingar med främmande länders ministrar. Han fängslades utan dom, då anklagelserna inte kunde bevisas, och fråntogs sina gods och sina hederstitlar. Han hölls i hårt fängelse till 1702, sedan i lindrigare; 1707 frigavs han, med villkor att han skulle uppehålla sig i staden Cottbus, och fick en årlig pension sig tilldelad. Vid Fredrik Vilhelm I:s tronbestigning (1713) återkallades han till hovet; men trots att han fick flera anbud, lät han inte åter utnämnas förste minister. 
Danckelmans snabba uppgång och ännu snabbare fall väckte oerhörd uppmärksamhet. Sannolikt verkade förutom avundsmäns förtal mest ovilja från kurfurstens gemål Sofia Charlotta, då Danckelman var mindre välvillig mot hennes hemland, Braunschweig-Lüneburg. Att han ställde sig försiktigt reserverad mot kurfurstens plan på den preussiska kungatronen, medverkade säkerligen även. Hans intima kännedom om den brandenburgska politikens hemligheter vållade, att kurfursten ej vågade låta honom gå fri, utan fängslade honom, såsom vanligen skedde vid den tidens kabinettskriser.